# Microxydia defixata
Microxydia defixata är en fjärilsart som beskrevs av Walker 1864. Microxydia defixata ingår i släktet Microxydia och familjen mätare. Inga underarter finns listade i Catalogue of Life.